# Coupe d'Europe féminine des clubs champions de hockey sur glace 2004-2005
Navigation
Édition précédente Édition 2005-2006
La saison 2004-2005 est la 1re édition de la Coupe d'Europe féminine des clubs champions de hockey sur glace.
L'AIK Solna  remporte le titre en finissant premier de la Super Finale.

## Tour qualificatif
Il s'est déroulé du 15 au 17 octobre 2004. Les premiers de chaque groupe se qualifient pour la Super Finale.

### Groupe A
Il s'est déroulé à Ventspils (Lettonie).
| Pl. | Équipe       | PJ | V | N | D | Pts | BP | BC | +/- |
| --- | ------------ | -- | - | - | - | --- | -- | -- | --- |
| 1   | SKIF Moscou  | 3  | 3 | 0 | 0 | 6   | 21 | 4  | +17 |
| 2   | DSHNK Almaty | 3  | 2 | 0 | 1 | 4   | 20 | 4  | +16 |
| 3   | SHK Laima    | 3  | 1 | 0 | 2 | 2   | 9  | 11 | -2  |
| 4   | MHC Martin   | 3  | 0 | 0 | 3 | 0   | 1  | 32 | -31 |

| 15 octobre 2004 | DSHNK Almaty | 1-4 ()              | SKIF Moscou  | Ledus halle, Ventspils |
| 15 octobre 2004 | SHK Laima    | 6-1 (0-0; 5-0; 1-1) | MHC Martin   | Ledus halle, Ventspils |
| 16 octobre 2004 | SKIF Moscou  | 12-0 ()             | MHC Martin   | Ledus halle, Ventspils |
| 16 octobre 2004 | SHK Laima    | 0-5 (0-3; 0-1; 0-1) | DSHNK Almaty | Ledus halle, Ventspils |
| 17 octobre 2004 | MHC Martin   | 0-14 ()             | DSHNK Almaty | Ledus halle, Ventspils |
| 17 octobre 2004 | SKIF Moscou  | 5-3 (2-1; 1-2; 2-0) | SHK Laima    | Ledus halle, Ventspils |

### Groupe B
Il s'est déroulé à Bolzano (Italie).
Nota : PJ : parties jouées, V. : victoires, Vp. : victoires en prolongation, N. : matchs nuls, Pp. : défaites en prolongation, P. : défaites, Pts : points, Bp : buts pour, Bc : buts contre, Diff : différence de buts.
| Pl. | Équipe            | PJ | V | N | D | Pts | BP | BC | +/- |
| --- | ----------------- | -- | - | - | - | --- | -- | -- | --- |
| 1   | EV Zoug           | 3  | 3 | 0 | 0 | 6   | 12 | 2  | +10 |
| 2   | HC Cergy-Pontoise | 3  | 1 | 1 | 1 | 3   | 9  | 10 | -1  |
| 3   | Herlev Eagles     | 3  | 0 | 2 | 1 | 2   | 9  | 11 | -2  |
| 4   | HC Eagles Bolzano | 3  | 0 | 1 | 2 | 1   | 7  | 14 | -7  |

| 15 octobre 2004 | Herlev Eagles     | 4-4 (1-2; 3-0; 0-2) | HC Eagles Bolzano | Palaonda, Bolzano |
| 15 octobre 2004 | EV Zoug           | 4-0 (1-0; 3-0; 0-0) | HC Cergy-Pontoise | Palaonda, Bolzano |
| 16 octobre 2004 | HC Cergy-Pontoise | 3-3 (2-0; 1-1; 0-2) | Herlev Eagles     | Palaonda, Bolzano |
| 16 octobre 2004 | HC Eagles Bolzano | 0-4 (0-1; 0-2; 0-1) | EV Zoug           | Palaonda, Bolzano |
| 17 octobre 2004 | EV Zoug           | 4-2 (2-0; 2-0; 0-2) | Herlev Eagles     | Palaonda, Bolzano |
| 17 octobre 2004 | HC Cergy-Pontoise | 6-3 (1-2; 1-0; 4-1) | HC Eagles Bolzano | Palaonda, Bolzano |

## Super Finale
Elle  s'est déroulée du 17 au 19 décembre 2004 à Solna (Suède).
Nota : PJ : parties jouées, V. : victoires, Vp. : victoires en prolongation, N. : matchs nuls, Pp. : défaites en prolongation, P. : défaites, Pts : points, Bp : buts pour, Bc : buts contre, Diff : différence de buts.
| Pl. | Équipe      | PJ | V | N | D | Pts | BP | BC | +/- |
| --- | ----------- | -- | - | - | - | --- | -- | -- | --- |
| 1   | AIK Solna   | 3  | 2 | 1 | 0 | 5   | 14 | 7  | +7  |
| 2   | SKIF Moscou | 3  | 1 | 1 | 1 | 3   | 7  | 5  | +2  |
| 3   | EV Zoug     | 3  | 1 | 0 | 2 | 2   | 6  | 13 | -7  |
| 4   | Espoo Blues | 3  | 1 | 0 | 2 | 2   | 7  | 9  | -2  |

| 17 décembre 2004 | Espoo Blues | 2-3 (0-1; 1-0; 1-2) | EV Zoug     | Ritorps Ishall, Solna Affluence : 50  |
| 17 décembre 2004 | AIK Solna   | 2-2 (1-1; 1-1; 0-0) | SKIF Moscou | Ritorps Ishall, Solna Affluence : 250 |
| 18 décembre 2004 | Espoo Blues | 2-1 (1-0; 1-0; 0-1) | SKIF Moscou | Ritorps Ishall, Solna Affluence : 100 |
| 18 décembre 2004 | AIK Solna   | 7-2 (1-0; 5-1; 1-1) | EV Zoug     | Ritorps Ishall, Solna Affluence :     |
| 19 décembre 2004 | SKIF Moscou | 4-1 (1-0; 1-0; 2-1) | EV Zoug     | Ritorps Ishall, Solna Affluence : 219 |
| 19 décembre 2004 | AIK Solna   | 5-3 (3-0; 2-1; 0-2) | Espoo Blues | Ritorps Ishall, Solna Affluence : 352 |

### Meilleures joueuses
| Récompense           | Joueuse            | Équipe      |
| -------------------- | ------------------ | ----------- |
| Meilleure gardienne  | Kim Martin         | AIK Solna   |
| Meilleure défenseure | Päivi Halonen      | Espoo Blues |
| Meilleure attaquante | Danijela Rundqvist | AIK Solna   |

### Effectif vainqueur
| Vainqueur de la Coupe d'Europe féminine des clubs champions AIK Solna | Gardiennes de but : Kim Martin, Jessica Sandén Défenseures : Malin Åberg, Emilia Andersson, Emelie Berggren, Frida Hemstad, Elin Holmlöv, Andréa Morger, Linn Risendahl, Henrietta Varviharju Attaquantes : Gizela Blom, Desirée Byström, Lisa Flemström, Nanna Hamell, Caroline Hammerheim, Maria Hortell, Angelica Lorsell, Emilie O'Konor, Josefin Rudberg, Danijela Rundqvist, Katarina Timglas, Pernilla Winberg, Sofia Wöchtl, Sophie Zakrisson Entraîneur : Joachim Ahlgren |